# Epicrionops lativittatus
Epicrionops lativittatus é uma espécie de gimnofiono da família Rhinatrematidae.
É endémica do Peru.
Os seus habitats naturais são: florestas subtropicais ou tropicais húmidas de baixa altitude, regiões subtropicais ou tropicais húmidas de alta altitude e rios.